# Cristianismo oriental
| Ortodoxia Bizantina                      | Ortodoxia Oriental                       |
| ---------------------------------------- | ---------------------------------------- |
| Religião dominante (mais de 75%)         | Religião dominante (mais de 75%)         |
| Religião dominante (50–75%)              | Religião dominante (50–75%)              |
| Religião minoritária importante (20–50%) | Religião minoritária importante (20–50%) |
| Religião minoritária importante (5–20%)  | Religião minoritária importante (5–20%)  |
| Religião minoritária (1–5%)              | Religião minoritária (1–5%)              |

Distribuição comparativa de Ortodoxia Bizantina e Ortodoxia Oriental no mundo por país

O cristianismo oriental compreende tradições cristãs e famílias de igrejas que originalmente se desenvolveram durante a antiguidade clássica e tardia na Europa Oriental, Sudeste da Europa, Ásia Menor, Cáucaso, Nordeste da África, Crescente Fértil e costa Malabar do Sul da Ásia, e efemeramente partes da Pérsia, Ásia Central, Oriente Próximo e Extremo Oriente. O termo não descreve uma única comunhão ou denominação religiosa. Os principais corpos cristãos orientais incluem a Igreja Católica Ortodoxa e as Igrejas Ortodoxas Orientais, juntamente com os grupos descendentes da histórica Igreja do Oriente, bem como as Igrejas Católicas Orientais (que restabeleceram ou sempre mantiveram a comunhão com Roma e mantêm liturgias orientais) e as igrejas protestantes orientais (que são protestantes em teologia, mas orientais na prática cultural). As várias igrejas orientais normalmente não se referem a si mesmas como "orientais", com exceção da Igreja Assíria do Oriente e da Antiga Igreja do Oriente.
Os ortodoxos são o maior grupo dentro do cristianismo oriental com uma população mundial de 220 milhões, seguidos pelos ortodoxos orientais com 60 milhões. As Igrejas Católicas Orientais consistem em cerca de 16-18 milhões e são uma pequena minoria dentro da Igreja Católica. As igrejas cristãs protestantes orientais não formam uma única comunhão; igrejas como a Igreja Luterana Ucraniana e a Igreja Síria Mar Thoma têm menos de um milhão de membros. A Igreja Assíria do Oriente e a Antiga Igreja do Oriente, igrejas descendentes da Igreja do Oriente, têm um número combinado de aproximadamente 400 mil membros.
Historicamente, após a perda do Levante no século VII para o califado sunita islâmico, o termo Igreja Oriental foi usado para se referir a Igreja Grega centrada em Bizâncio, em contraste com a Igreja Latina (Ocidental), centrada em Roma, que usa o latim ritos litúrgicos. Os termos "oriental" e "ocidental" a esse respeito originaram-se de divisões geográficas no cristianismo, refletindo a divisão cultural entre o Oriente helenístico e o Ocidente latino, e a divisão política do ano 395 entre os impérios romano ocidental e oriental. Desde a Reforma Protestante do século XVI, o termo "cristianismo oriental" pode ser usado em contraste com o "cristianismo ocidental", que contém não apenas a Igreja latina, mas também o protestantismo e o catolicismo independente. Algumas igrejas orientais têm mais em comum histórica e teologicamente com o cristianismo ocidental do que entre si.
Como a maior igreja do Oriente é o corpo atualmente conhecido como Igreja Ortodoxa, o termo "ortodoxo" é frequentemente usado de maneira semelhante a "oriental", para se referir a comunhões cristãs históricas específicas. No entanto, estritamente falando, a maioria das denominações cristãs, sejam orientais ou ocidentais, consideram-se "ortodoxas" (que significa "seguir crenças corretas"), bem como "católicas" (que significa "universal") e como participantes das Quatro Marcas da Igreja listada no Credo Niceno-Constantinopolitano (325 d.C.): "Una, Santa, Católica e Apostólica" (em grego:  μία, ἁγία, καθολικὴ καὶ ἀποστολικὴ ἐκκλησία). As igrejas orientais (exceto os corpos dissidentes não litúrgicos) utilizam vários ritos litúrgicos: o Rito Alexandrino, o Rito Armênio, o Rito Bizantino, o Rito Siríaco Oriental (também conhecido como Rito Persa ou Caldeu) e o Rito Sírio Ocidental (também chamado de Rito Antioquino).

## Famílias de igrejas
Os cristãos orientais não compartilham todos as mesmas tradições religiosas, mas muitos compartilham tradições culturais. O cristianismo se dividiu no Oriente durante seus primeiros séculos dentro e fora do Império Romano em disputas sobre cristologia e teologia fundamental, bem como através de divisões nacionais (romanas, persas, etc.). Muitos séculos depois o cristianismo ocidental se separou totalmente dessas tradições ao criar sua própria comunhão. Os principais ramos ou famílias do cristianismo oriental, cada um com uma teologia e dogma distintos, incluem a Igreja Ortodoxa, a comunhão Ortodoxa Oriental, as Igrejas Católicas Orientais e a Igreja Assíria do Oriente.

### Igrejas ortodoxas bizantinas
A Igreja Ortodoxa, (em grego: ὀρθός; romaniz.: orthós; lit. reto, correto e δόξα, romaniz.: dóxa:  opinião, glória; literalmente, "igreja da opinião correta" ou "igreja da glória verdadeira", como traduzido pelos eslavos) oficialmente Igreja Católica Ortodoxa e também chamada de ortodoxia bizantina, é a segunda maior igreja cristã, com aproximadamente 220 milhões membros batizados. Ela opera como uma comunhão de igrejas autocéfalas, cada uma governada por seus bispos por meio de sínodos locais. A igreja não tem autoridade central doutrinária ou governamental análoga ao chefe da Igreja Católica — o papa — mas o Patriarca Ecumênico de Constantinopla é reconhecido por eles como primus inter pares ("primeiro entre iguais"). Como uma das instituições religiosas sobreviventes mais antigas do mundo, a Igreja Ortodoxa desempenhou um papel proeminente na história e na cultura da Ásia Ocidental, do Cáucaso, do Leste e do Sudeste da Europa.
A teologia ortodoxa é baseada nas Escrituras e na tradição sagrada, que incorpora os decretos dogmáticos dos sete concílios ecumênicos e os ensinamentos dos Padres da Igreja. A igreja ensina que é a igreja una, santa, católica e apostólica estabelecida por Jesus Cristo em sua Grande Comissão e que seus bispos são os sucessores dos apóstolos de Cristo. Sustenta que pratica a fé cristã original, transmitida pela sagrada tradição. Seus patriarcados, reminiscentes da pentarquia, e outras igrejas autocéfalas e autônomas, refletem uma variedade de organização hierárquica. Reconhece sete sacramentos maiores, dos quais a Eucaristia é o principal, celebrado liturgicamente em sinaxe. A igreja ensina que, por meio da consagração invocada por um sacerdote, o pão e o vinho do sacrifício tornam-se o corpo e o sangue de Cristo. A Virgem Maria é venerada na Igreja Ortodoxa como a portadora de Deus, honrada nas devoções.
As igrejas de Constantinopla, Alexandria, Jerusalém e Antioquia — exceto por algumas quebras de comunhão, como o cisma de Fócio ou o cisma de Acacia — compartilharam comunhão com a Igreja de Roma até o Grande Cisma em 1054, que foi o culminar de crescentes disputas teológicas, políticas e culturais, particularmente sobre a autoridade do papa. Antes do Concílio de Éfeso no ano 431, a Igreja do Oriente também compartilhava dessa comunhão, assim como as várias igrejas ortodoxas orientais antes do Concílio de Calcedônia em 451, todas se separando principalmente por diferenças na cristologia.

### Igrejas ortodoxas orientais
As Igrejas Ortodoxas Orientais compõem uma denominação cristã presente sobretudo no Oriente Médio, Índia, Corno de África e Armênia. São distintas das Igrejas que apoiam o ensinamento cristológico reconhecido no Concílio de Calcedônia em 451: a doutrina das duas naturezas de Cristo aceita pelos católicos romanos e ortodoxos bizantinos, e, posteriormente, pela maior parte dos protestantes.

### Igreja do Leste/Igreja Assíria do Oriente
A Igreja Assíria do Oriente (em siríaco:  ܥܹܕܬܵܐ ܕܡܲܕܢܚܵܐ ܕܐܵܬܘܿܪ̈ܵܝܹܐ
, romaniz.: ʿedtā dmadnḥā d'ātōrāyā), às vezes chamada Igreja do Oriente, oficialmente Santa Igreja Católica Apostólica Assíria do Oriente, é uma denominação cristã oriental que reivindica continuidade da sé fundada na Babilônia por São Tomé. Algumas vezes é chamada de Igreja Ortodoxa Assíria,[carece de fontes?] mas não deve ser confundida com a Igreja Síria Ortodoxa. Na Índia, é conhecida como Igreja Síria Caldeia do Oriente. Teologicamente, é associada à doutrina do nestorianismo, o que fez com que ficasse conhecida como "Igreja Nestoriana" (principalmente pelos seus inimigos), embora sua liderança tenha por vezes rejeitado expressamente tal rótulo. O seu rito litúrgico é o siríaco oriental.

### Igrejas orientais católicas
As Igrejas Católicas Orientais são Igrejas particulares sui iuris em plena comunhão com o Papa, fazendo por isso parte da Igreja Católica. Em número de 23, elas conservam as seculares tradições litúrgicas e devocionais das várias igrejas orientais com as quais estão associadas historicamente.
Enquanto divergências doutrinárias dividem as igrejas orientais não católicas em grupos desprovidos de comunhão mútua, as Igrejas Católicas Orientais acham-se unidas umas com as outras na fé católica, bem como com a Igreja Católica de Rito Latino (sediada no Ocidente), conquanto se diversifiquem quanto à ênfase teológica, às formas da liturgia, à piedade popular, à disciplina canônica e à terminologia. Partilhando a mesma fé e doutrina católicas, elas reconhecem sobretudo a função central do Sumo Pontífice, sua suprema autoridade, sua primazia e infalibilidade magisterial. Apesar disso, as Igrejas orientais católicas têm uma autonomia considerável em relação ao Papa.
A maioria das Igrejas Católicas Orientais têm correspondentes entre as demais Igrejas orientais, quer assírias, quer ortodoxas orientais, quer ortodoxas bizantinas, que delas estão apartadas devido a certo número de dissonâncias teológicas, como também em virtude de discordâncias no que tange à autoridade do Sumo Pontífice.
Embora historicamente se situassem na Europa Oriental, no Oriente Médio asiático, na África do Norte e na Índia, as Igrejas Católicas Orientais, por causa da migração, estão hoje disseminadas também na Europa Ocidental, nas Américas e na Oceania, constituindo aí circunscrições eclesiásticas plenas (eparquias), ao lado das dioceses latinas.
Os termos greco-católico e católico bizantino referem-se àqueles que pertencem a Igrejas sui iuris que usam o rito bizantino. O termo católico oriental inclui-os também a eles, mas tem significação mais lata, de vez se aplica igualmente aos fiéis que seguem as tradições litúrgicas alexandrina, antioquena, armênia e caldéia.

## Liturgia
Os principais ritos litúrgicos orientais utilizados pelas Igrejas orientais são: o Bizantino, o de Antioquia, o Alexandrino, o Rito Siríaco e o Armênio. 
O serviço litúrgico correspondente destas Igrejas Orientais é conduzido em várias línguas modernas ou antigas:
- as Igrejas de Rito Bizantino (o seu serviço litúrgico chama-se "Divina Liturgia"), usam o grego, o eslavo eclesiástico, o árabe, o ruteno, o romeno, o georgiano e outras;
- as Igrejas dos Ritos Siríacos Ocidental e Oriental usam o aramaico siríaco;
- as Igrejas de Rito Arménio usam o arménio;
- as Igrejas de Rito Alexandrino usam o copta e o ge'ez.

### Leitura complementar
- Angold, Michael, ed. (2006). The Cambridge History of Christianity. Volume 5, Eastern Christianity. [S.l.]: Cambridge University Press. ISBN 9780521811132